# Moldava
Moldava (deutsch Moldau) oder Moldava v Krušných horách (Name des Bahnhofs, deutsch Moldau im Erzgebirge) ist eine Gemeinde im Ústecký kraj in Tschechien.

## Geografie

### Lage
Moldava befindet sich im Osterzgebirge etwa 25 km nordwestlich von Teplice auf 785 m n.m. Im Südosten befindet sich mit 909 m der zweithöchste Berg des Osterzgebirges, der Pramenáč und im Süden der 869 m hohe Bouřňák. Zwischen Moldava und seinem Ortsteil Nové Město liegen die Quellen von Freiberger Mulde, Flöha und Wilder Weißeritz. Der nächstliegende tschechische Ort ist Mikulov v Krušných horách an der steilen Südabdachung des Gebirges. Ein Grenzübergang, der für LKW gesperrt ist, führt nach Neurehefeld, einem Ortsteil der Stadt Altenberg in Sachsen.

### Gemeindegliederung
Die Gemeinde Moldava besteht aus den Ortsteilen Moldava (Moldau) und Nové Město (Neustadt auch Newenstat oder Nova Civitas). Grundsiedlungseinheiten sind Moldava, Nové Město, Oldřiš (Ullersdorf) und Pastviny (Grünwald).
Das Gemeindegebiet gliedert sich in die Katastralbezirke Moldava, Nové Město u Mikulova, Oldřiš u Moldavy und Pastviny u Moldavy.

### Nachbarorte
| Rechenberg-Bienenmühle | Hermsdorf/Erzgeb.                           | Altenberg            |
| Osek (Ossegg)          | Kompassrose, die auf Nachbargemeinden zeigt | Mikulov (Niklasberg) |
|                        | Hrob (Klostergrab)                          |                      |

## Geschichte
Die erste schriftliche Erwähnung stammt aus dem Jahr 1346 als Glasmachersiedlung mit einer Kirche. Während des Dreißigjährigen Krieges gingen die Glashütten ein, die Menschen widmeten sich der Viehzucht, der Waldwirtschaft und der Fluorit-Förderung. Die Alte Freiberg-Teplitzer Poststraße aus dem 18. Jahrhundert führte über Moldau und Neustadt hinunter ins Nordböhmische Becken. 
Im Jahr 1884 entstand in Moldau der Grenzbahnhof Moldava v Krušných horách an der Eisenbahnverbindung von Brüx nach Freiberg. Die Strecke Freiberg–Moldava ist von Holzhau an stillgelegt, von Most aus verkehren noch Züge. Diese früher als Teplitzer Semmeringbahn bezeichnete Strecke wurde zur Beförderung der Braunkohle aus dem Brüxer Becken nach Sachsen erbaut. Die bis zum Ende des Zweiten Weltkriegs überwiegend deutschböhmische Bevölkerung wurde 1946 vertrieben. Heute leben hier hauptsächlich Tschechen, deren Familien nach der Vertreibung der Deutschen aus dem Landesinneren hierhergezogen sind.

## Entwicklung der Einwohnerzahl
| Jahr | Einwohnerzahl |
| ---- | ------------- |
| 1869 | 728           |
| 1880 | 732           |
| 1890 | 864           |
| 1900 | 964           |
| 1910 | 1025          |

| Jahr   | Einwohnerzahl |
| ------ | ------------- |
| 1921   | 930           |
| 1930   | 875           |
| 1950   | 206           |
| 1961 1 | 178           |
| 1970 1 | 149           |

| Jahr   | Einwohnerzahl |
| ------ | ------------- |
| 1980 1 | 148           |
| 1991 1 | 123           |
| 2001 1 | 141           |
| 2011 1 | 214           |

## Bergbau

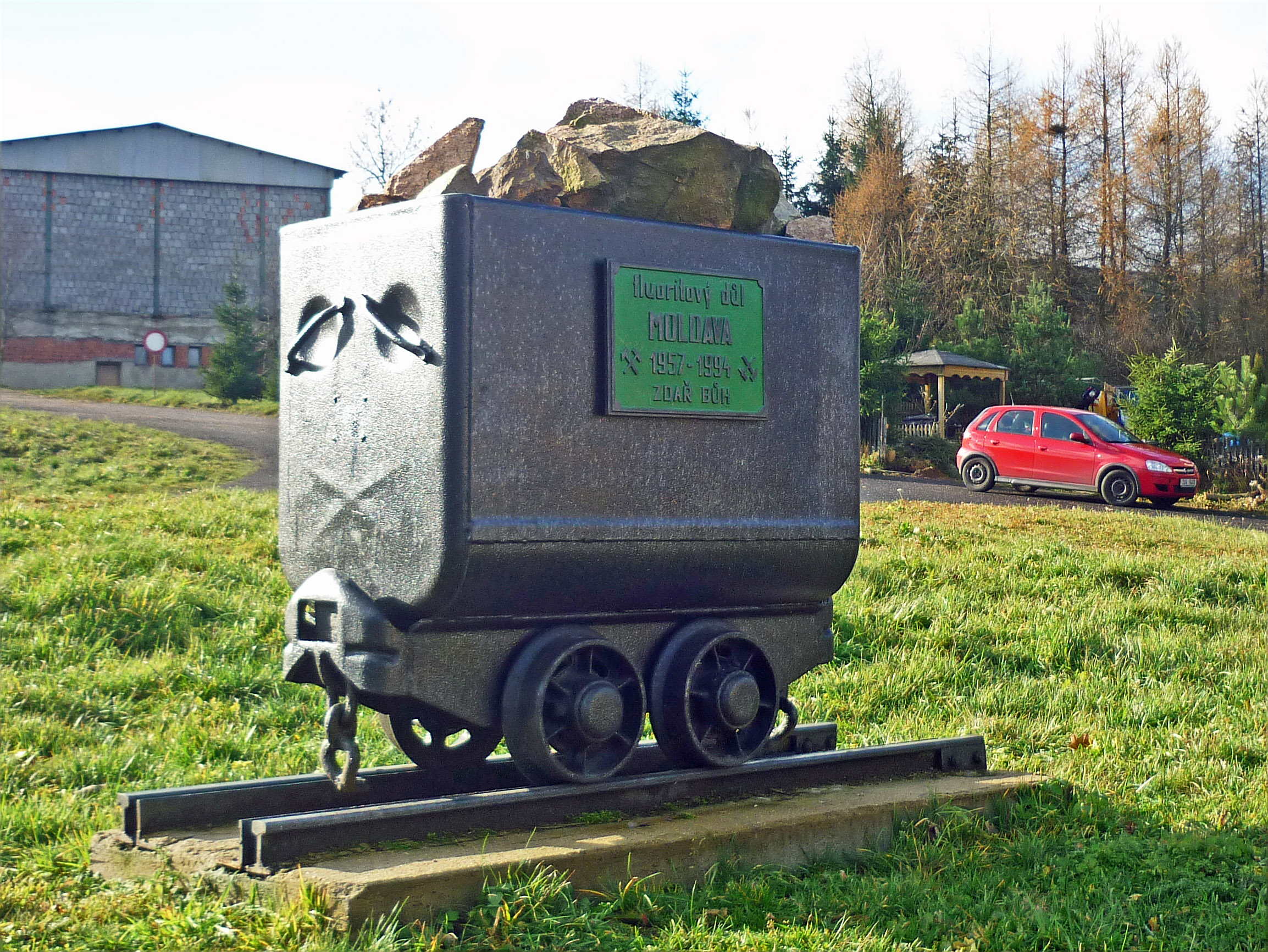
Bergbautradition in Moldava

In Moldava wurde bereits im 15. Jahrhundert Bergbau auf Silber, Blei und Kupfer betrieben. Der Abbau blieb im Vergleich zu anderen erzgebirgischen Bergbauorten aber relativ bedeutungslos. Seit dem 19. Jahrhundert wurde in und um Moldava eine intensive Erkundung auf Blei und Zinn durchgeführt.
Dabei wurde Anfang der 1950er Jahre im Tal des Moldauer Baches eine abbauwürdige Fluorit- und Barytlagerstätte entdeckt, deren Erschließung ab 1953 erfolgte. Gegenstand des Abbaus war ein etwa 6 Kilometer langes und 1 Kilometer breites Gangsystem, in dem insbesondere die Gänge „Papousek“ und „Josef“ Mächtigkeiten von bis zu 6 Metern aufwiesen. Der durchschnittliche Fluoritgehalt belief sich auf 58 % Calciumfluorid. Der größte hier gefundene Fluoritkristall hatte eine Kantenlänge von 29 Zentimetern. Insgesamt stellte sich die Lagerstätte Moldava als die bedeutendste Fluoritlagerstätte der Tschechischen Republik dar.
Die Erschließung erfolgte durch zwei Hauptförderschächte und mehrere Entwässerungsstollen. Angelegt wurden 8 Sohlen bis in eine Teufe von 480 Metern. Die aufgefahrenen Strecken umfassten eine Länge von etwa 26 Kilometern. Die jährliche Fördermenge stieg von 249 Tonnen (1957) rasch und stetig an und belief sich Ende der 1980er Jahre auf rund 30.000 Tonnen.
Die Förderung wurde 1994 wegen mangelnder Rentabilität eingestellt und die unterhalb der Kirche gelegenen Tagesanlagen teilweise abgebrochen. Zu diesem Zeitpunkt belief sich die Gesamtfördermenge aus der Lagerstätte Moldava auf etwa 690.000 Tonnen Fluorit. Dabei ist die Lagerstätte keinesfalls vollständig abgebaut. Die verbliebenen Restmengen betragen rund 1,5 Millionen Tonnen Fluorit.

## Galerie

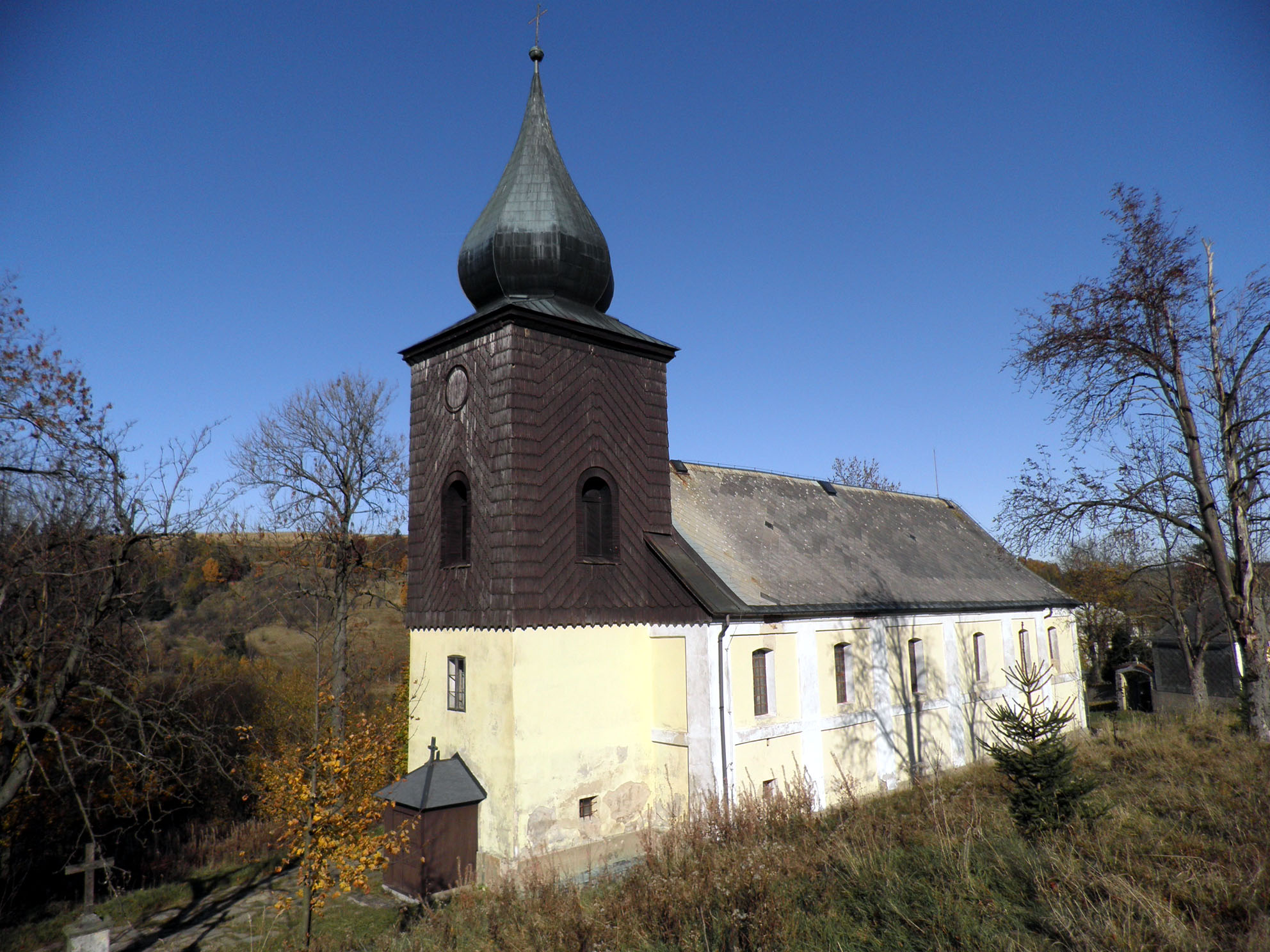
Kirche Moldava (2012)
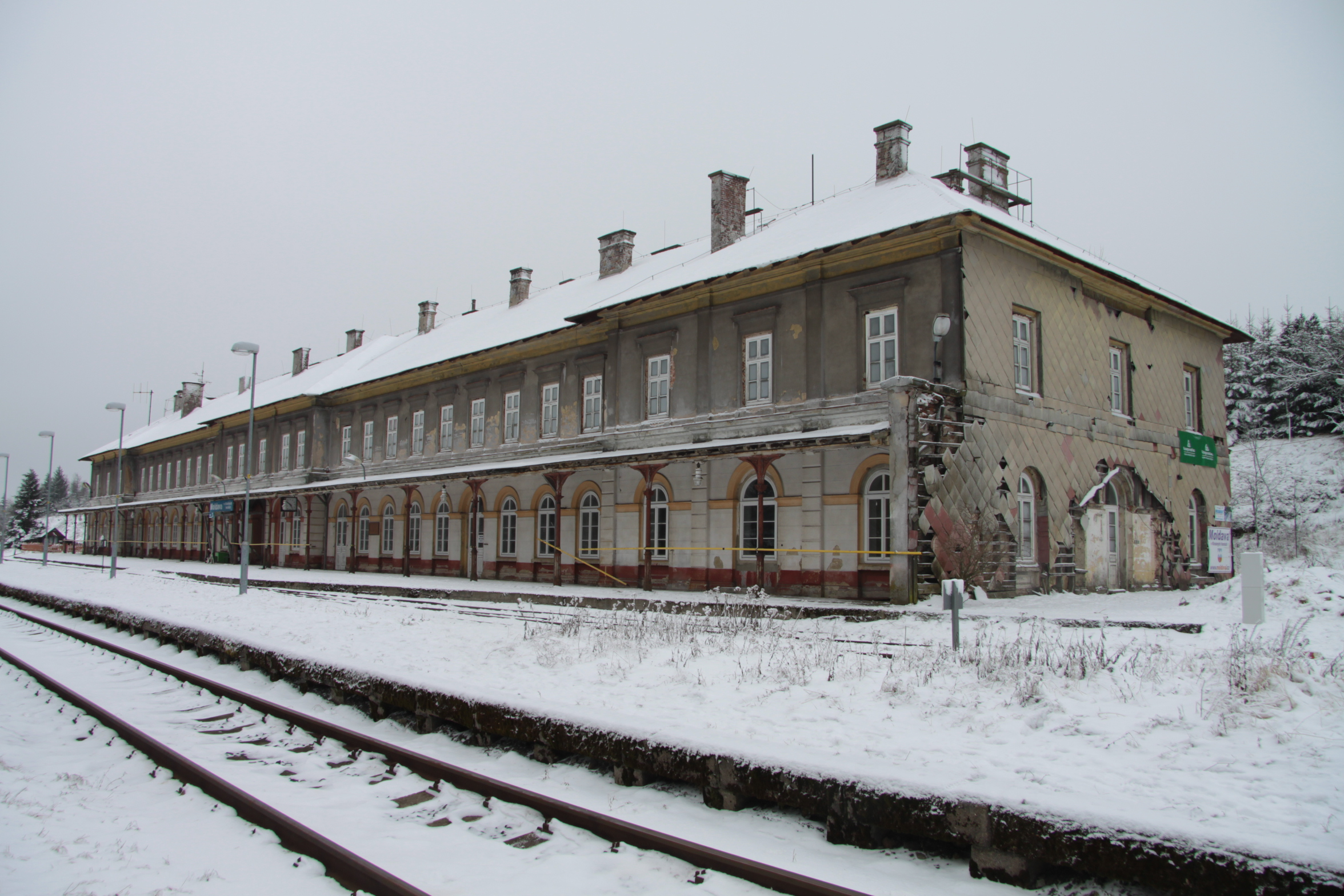
Bahnhof Moldava (2021)
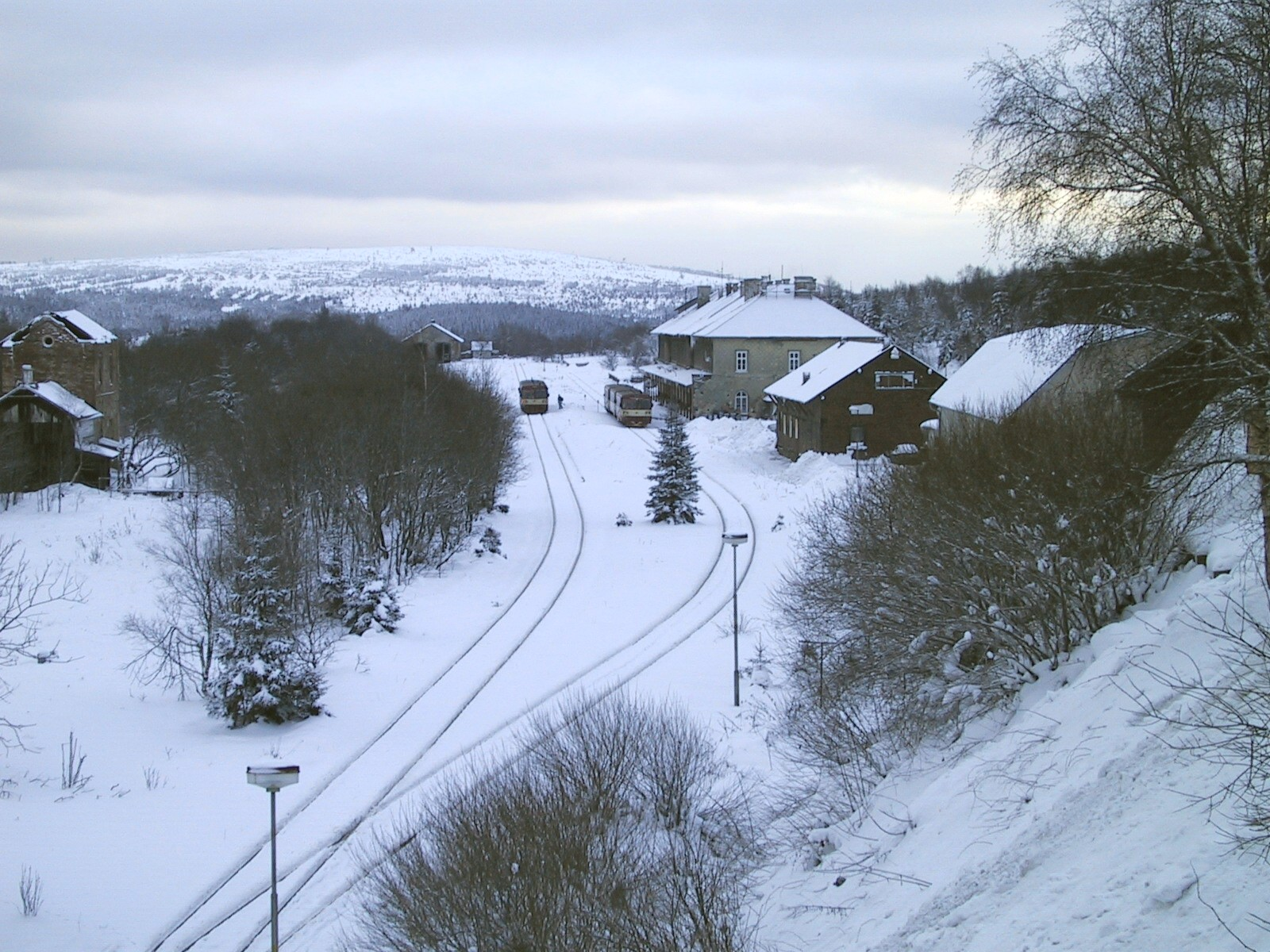
Blick auf den Bahnhof Moldava (2006)
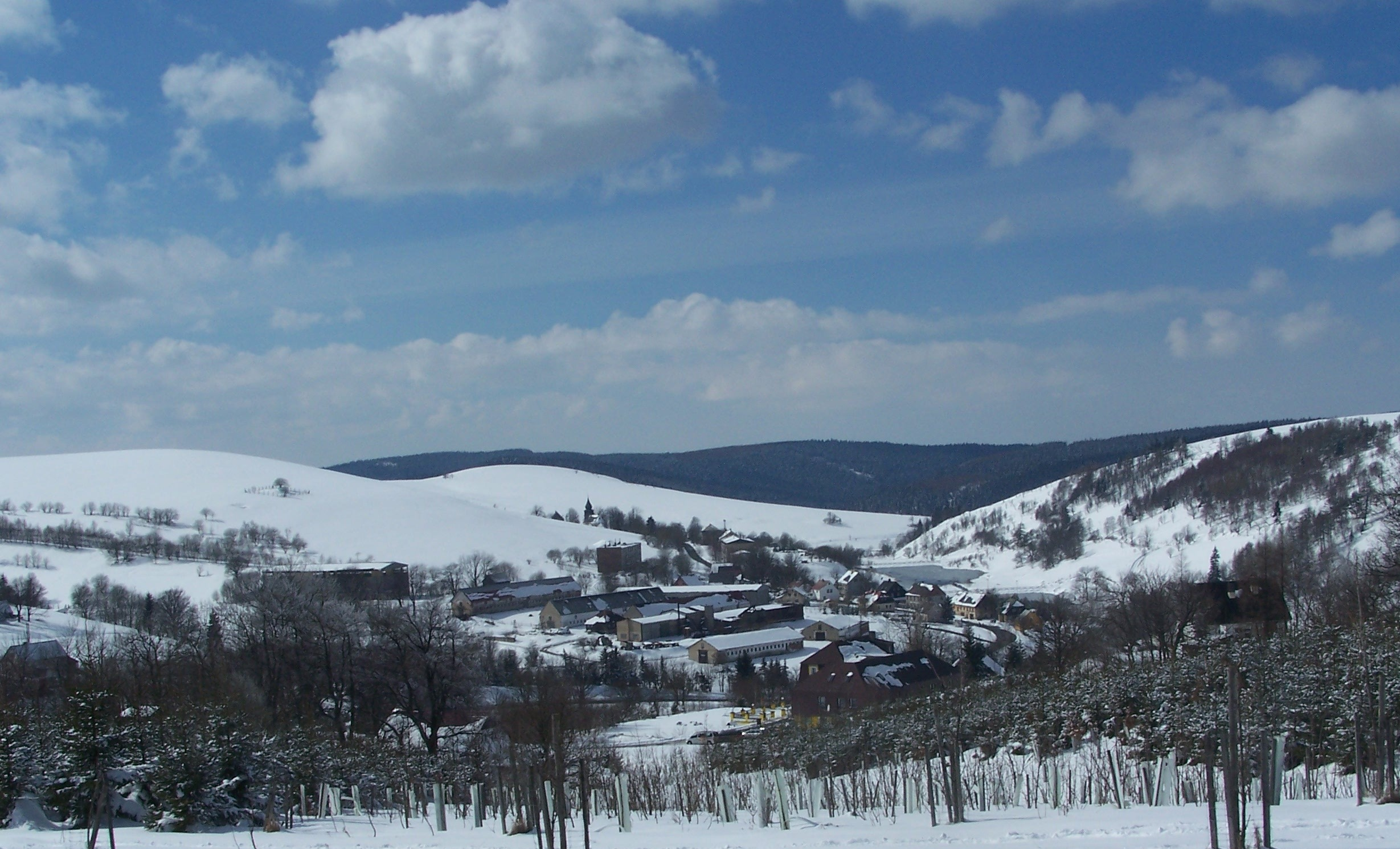
Blick nach Westen talabwärts
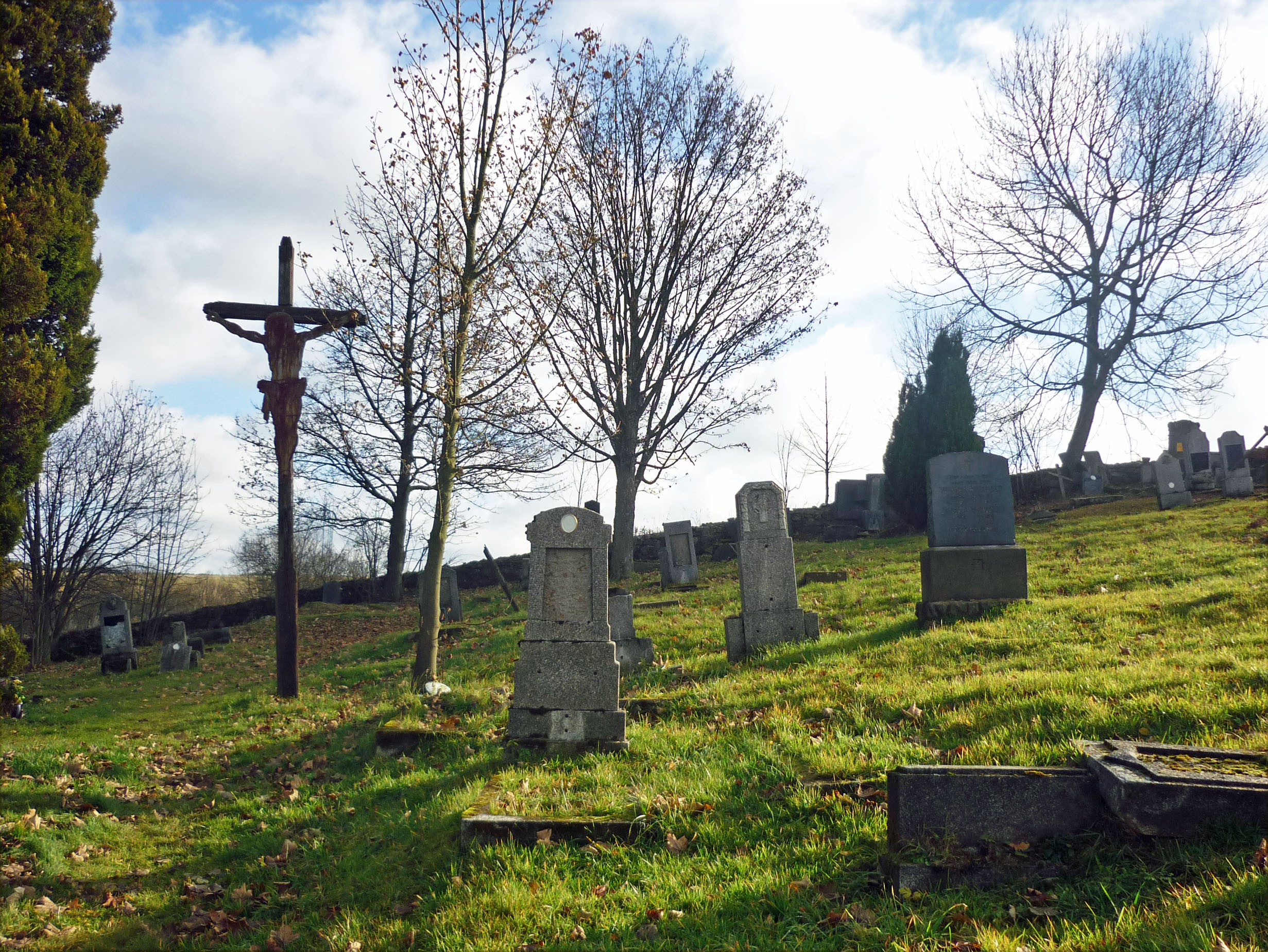
Alter Friedhof in Moldava